# Сјерадзани
Серадзани или Сјерадзани су били према Зигмунту Глогеру, средњовековно западнословенско лехитско племе које је живело око горњег тока реке Варте. Њих је мочварна река Нер делила од племена Ленчичана. Племе је име добило по свом главном граду Сјерадзу. Данас се њихове земље налазе у западном делу Лођског војводства.